# Число игроков (футбол)
Правило 3 Правил игры в футбол регламентирует количество игроков, принимающих участие в матче, а также процедуру замены игроков во время игры.

## Число игроков
В футбольном матче принимают участие две команды, каждая из которых состоит не более чем из 11 игроков, включая вратаря. Матч не может начаться, если в составе любой из команд присутствует менее семи игроков. Максимальное количество запасных игроков, которые могут заявляться на матч, определяется регламентом соревнований, и составляет от трёх до пятнадцати человек.

## Максимальное количество замен

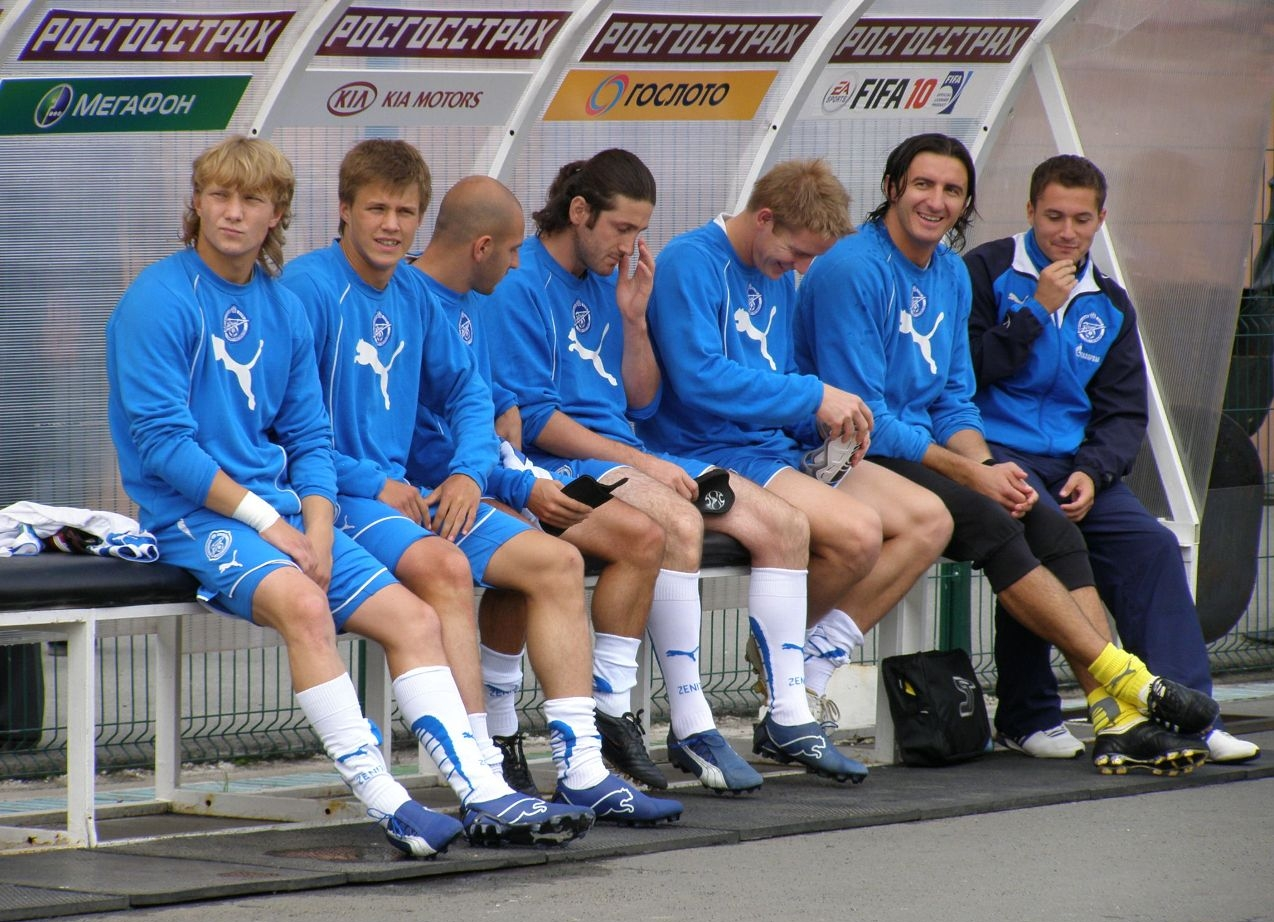
Запасные игроки на скамейке

- В матчах, проводимых под эгидой ФИФА или национальных федераций, максимальное количество замен равняется пяти.
- В матчах национальных лиг максимальное количество замен может быть увеличено согласно регламенту лиги.
- В остальных матчах по договорённости допустимо проводить и бо́льшее количество замен, при условии, что судья предупреждён о данной договорённости до начала матча. Если судья не предупреждён, или же командам не удалось достигнуть соглашения, то допускается проводить не более шести замен[2].

Во всех случаях, имена запасных игроков должны быть определены до начала матча. Игрок не может принимать участие в матче, если он не значится в списке запасных игроков, который должен быть передан судье до начала матча.

## Процедура замены
- Судья должен быть предупреждён о замене.
- Замена разрешается только со средней линии поля и только во время остановки игры.
- Запасной игрок выходит на поле только после того, как его покинет игрок, которого заменяют, предварительно получив сигнал от судьи. С этого момента заменённый игрок не принимает дальнейшего участия в матче.
- Все запасные и заменённые игроки подчиняются юрисдикции судьи, независимо от того, принимают они участие в матче или нет[3].

## Замена вратаря
Любой игрок может поменяться местами с вратарём во время остановки игры. Судья должен быть предупреждён о такой замене.
Если полевой игрок поменялся с вратарем, это не влияет на общее количество замен.
Замена вратаря и полевого игрока может производиться неограниченное количество раз.

## Нарушения и наказания
Если запасной игрок входит на поле без разрешения, игра останавливается, запасной игрок наказывается предупреждением с показом жёлтой карточки и получает указание покинуть поле. Игра возобновляется свободным ударом, выполняемым противоположной командой с места, где мяч находился в момент остановки игры.
При несанкционированной смене вратаря игра продолжается. В момент следующей остановки игры оба игрока наказываются предупреждением с показом жёлтой карточки.
За любое иное нарушение этого правила соответствующие игроки наказываются предупреждением с показом жёлтой карточки.

## Удалённые игроки основного состава и запасные
Если игрок был удалён до фактического начала матча, его можно заменить одним из заявленных на игру запасных игроков, лимит замен при этом сохраняется. В том случае, если игрок был удалён в процессе матча, то команда остается доигрывать в меньшинстве.

## Посторонние участники

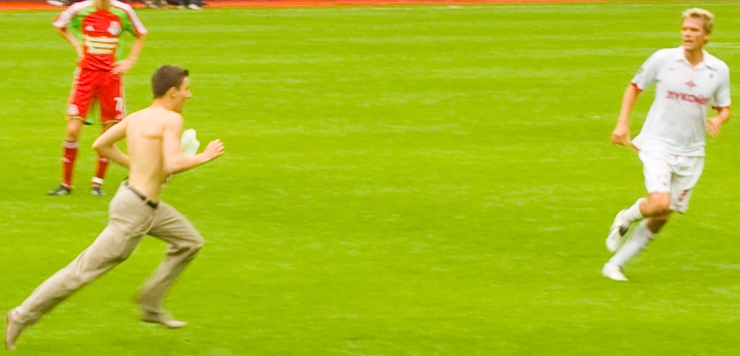
Постороннее лицо на поле

Посторонними считаются все лица, не внесённые в протокол в качестве игрока, запасного игрока, тренера или официального лица команды.
Если на поле, без разрешения судьи появляется постороннее лицо, официальное лицо, удалённый или запасной игрок, игра должна быть остановлена, если это лицо мешает игре. В момент остановки судья должен вынести дисциплинарное взыскание и удалить нарушителя с поля. Если это постороннее лицо — игра должна возобновиться свободным ударом, если это лицо из протокола — штрафным или 11-метровым ударом.

## Игрок за пределами игрового поля
Когда игрок, ранее покинувший игру возвращается на поле без разрешения судьи, то судья должен остановить игру в подходящий момент, если этот игрок не вмешивается в события игры. Вынести нарушителю предупреждение и дать указание покинуть пределы поля. Правило не применяется, если игрок покидал поле в результате игровых действий (производил вбрасывание, выбежал за пределы в результате столкновения или пытаясь догнать мяч и т.п.). Остановленная игра возобновляется свободным ударом в месте, где была прервана. 

## Гол, забитый во время присутствия лишнего
Если во время присутствия на поле лишнего лица был забит гол, судья должен его отменить, если это лицо было из протокола команды забившей мяч в ворота или постороннее лицо, вмешавшееся в игру. В остальных случаях гол следует засчитать.

## Капитан
Капитан команды отвечает за её поведение на поле, но не имеет никаких преимуществ или дополнительных полномочий.